# Cory Schneider
Cory Franklin Schneider (Marblehead, 18 marzo 1986) è un hockeista su ghiaccio statunitense con cittadinanza svizzera.

## Carriera

### Club
Cory Schneider nella stagione 2003-2004 fu inserito nel programma di sviluppo per giocatori di USA Hockey. Nel NHL Entry Draft 2004 Schneider fu classificato dall'NHL Central Scouting Bureau come secondo portiere statunitense alle spalle di Al Montoya. Fu scelto al primo giro in ventiseiesima posizione assoluta dai Vancouver Canucks.
Nelle tre stagioni successive giocò in NCAA presso il Boston College, formazione inserita nella lega Hockey East. Nella sua permanenza a Boston Schneider fu inserito una volta nell'All-Rookie Team mentre per tre volte nell'All-Academic Team. Vinse inoltre due volte il titolo della Hockey East. Lasciò il Boston College con un record di 65 vittorie, 25 sconfitte e 7 pareggi in 97 gare disputate, oltre ad un primato di 15 shutout.
Schneider firmò un contratto entry-level con i Vancouver Canucks il 3 luglio 2007. Al termine del primo training camp in NHL fu assegnato dai Canucks alla formazione affiliata in American Hockey League dei Manitoba Moose, disputando quell'anno 42 partite.
Fu assegnato ai Moose anche per la stagione 2008-2009 nel ruolo di portiere titolare. Fu chiamato per la prima volta in NHL il 22 novembre 2008 a causa di un infortunio occorso a Luongo. Debuttò in NHL il 29 novembre contro i Calgary Flames, incontro concluso sul 3-1 per la franchigia dell'Alberta. La prima vittoria giunse invece il 5 dicembre nell'incontro concluso per 2-1 contro i Minnesota Wild. Dopo otto presenze con la maglia dei Canucks da parte dei canadesi fu acquistato il portiere dei Los Angeles Kings Jason LaBarbera; pertanto Schneider fece ritorno ai Moose il 5 gennaio 2009.

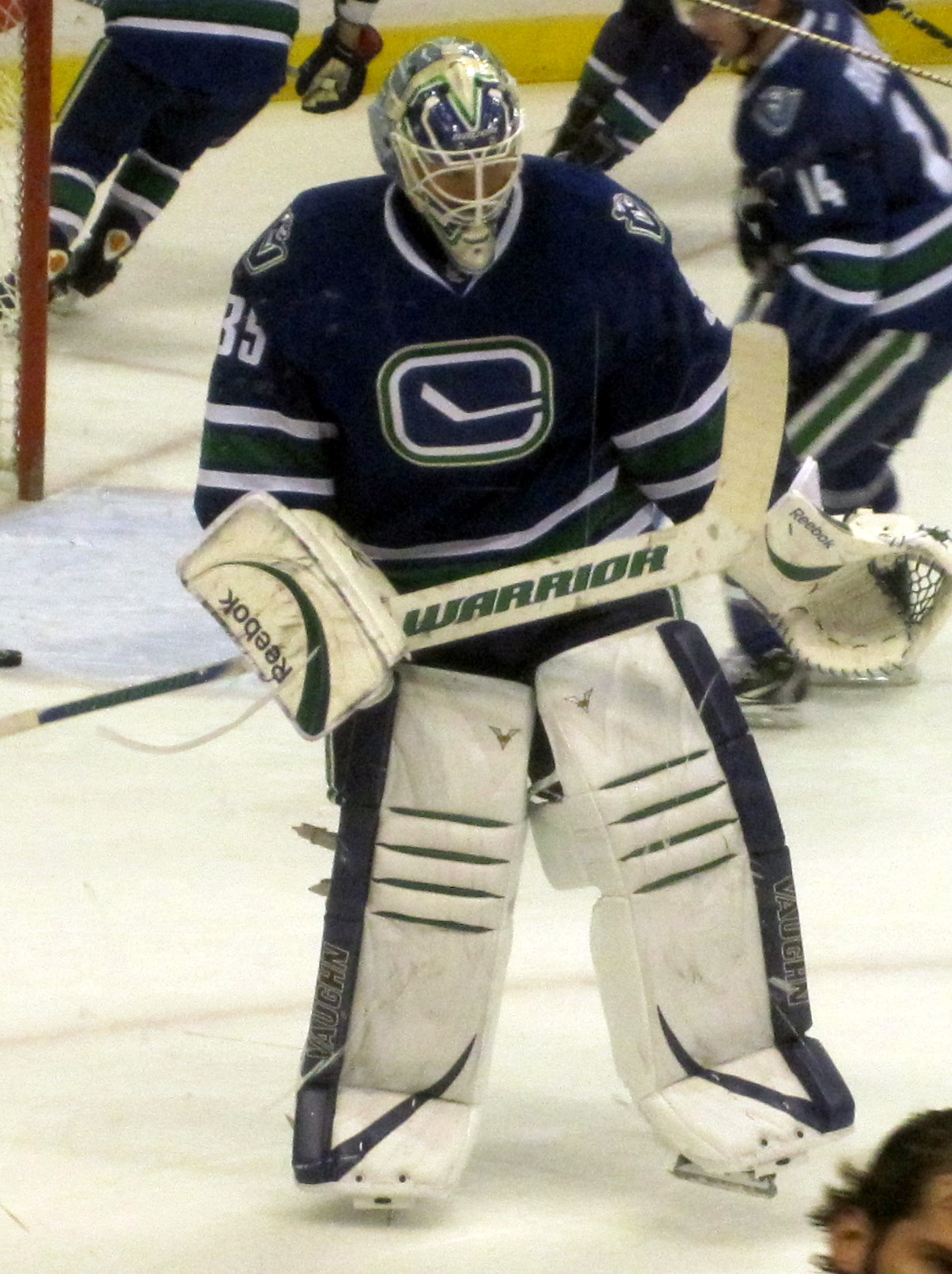
Schneider con i Vancouver Canucks.

Nelle due stagioni dal 2008 al 2010 trascorse in AHL Schneider fu scelto dal team PlanetUSA per disputate l'AHL All-Star Classic del 2009. Al termine della stagione 2008-2009 Schneider fu premiato con l'Aldege "Baz" Bastien Memorial Award come portiere della AHL dell'anno, oltre all'Harry "Hap" Holmes Memorial Award come portiere con la media gol subiti minore al termine della stagione regolare.
All'inizio della stagione 2009-10, il 28 ottobre 2009, Schneider fu richiamato in NHL dai Canucks come backup di Andrew Raycroft a causa di un infortunio capitato a Luongo. Rimase con i Canucks per circa due settimane prima di far ritorno ai Manitoba Moose il 10 novembre.
Il 2 giugno 2010 Schneider firmò un prolungamento biennale dal valore di 1,8 milioni di dollari con i Vancouver Canucks. Diventato ormai il vice di Roberto Luongo il 6 marzo 2011 Schneider ottenne il primo shutout in NHL parando 26 tiri nel 3-0 contro gli Anaheim Ducks. Verso la fine della stagione regolare Schneider avrebbe dovuto collezionare due presenze per poter ambire alla vittoria del William M. Jennings Trophy, trofeo assegnato ai portieri con un minimo di 25 presenze. La ventiquattresima apparizione giunse nella terzultima gara dell'anno contro gli Edmonton Oilers, mentre due giorni più tardi i Canucks conclusero la stagione regolare contro i Calgary Flames. Schneider disputò la gara, conclusasi all'overtime con il successo di Vancouver per 3-2. Per la prima volta nella storia della franchigia due suoi portieri conquistarono il Jennings Trophy.
Schneider nei playoff 2011 esordì nella Gara-4 del primo turno contro i Chicago Blackhawks. I Canucks giunsero fino alla finale della Stanley Cup, dove furono sconfitti dai Boston Bruins. Per il portiere dei Canucks le presenze nei playoff furono sei.
Nel corso della stagione 2011-12, anche a causa degli infortuni di Luongo, Schneider guadagnò sempre più spazio come portiere partente dei Canucks, collezionando prestazioni positive. Schneider terminò la seconda stagione trascorsa interamente in NHL con 33 gare giocate, di cui 28 da partente, con 20 vittorie e 9 sconfitte; la media di gol subiti a gara fu pari a 1,96, mentre la percentuale di parate fu pari al 93,7%. Nel corso dell'estate Schneider e i Canucks raggiunsero un accordo per un prolungamento di tre anni dal valore di 12 milioni di dollari.
Il 28 novembre 2012, nel corso del lockout della NHL, Schneider fu ingaggiato dall'HC Ambrì-Piotta, formazione svizzera della Lega Nazionale A. Grazie alle sue origini svizzere Schneider non grava nel conto dei giocatori stranieri in forza alla squadra ticinese. Nel mese di dicembre si unì all'HC Fribourg-Gottéron per disputare la Coppa Spengler 2012.
Al termine della stagione 2013 accorciata per il lockout Schneider fu coinvolto in una trade con i New Jersey Devils in cambio della nona scelta assoluta nell'NHL Entry Draft 2013. Ha debuttato con la nuova maglia il 3 ottobre, nella prima gara della stagione 2013-2014, persa per 3-0 in casa dei Pittsburgh Penguins. Il 19 ottobre ha ottenuto la sua prima vittoria ed il suo primo shutout da portiere dei Devils, nella gara vinta per 4-0 contro i New York Rangers.

### Nazionale
Schneider esordì per gli Stati Uniti nel Mondiale U-18 2004 giocato a Minsk. Concluse il torneo con sei partite disputate e vinse la medaglia d'argento dopo essere stato sconfitto dalla Russia per 3-2. Alcuni mesi più tardi fu scelto dalla squadra Under-20 per i Mondiale U-20 2005 ospitati in patria in Dakota del Nord e in Minnesota, dove tuttavia disputò solo un incontro. L'anno successivo Schneider fu scelto come titolare per il Mondiale U-20 2006; disputò sei partite con una media di gol subiti a gara pari a 2,67 e una percentuale di parate del 91,2%.
La prima esperienza di Schneider con la nazionale maggiore giunse nel 2007 durante il campionato mondiale 2007 in Russia. Tuttavia nel ruolo di terzo portiere alle spalle di John Grahame e Jason Bacashihua non poté fare ingresso sul ghiaccio.

## Palmarès

### Club
- NCAA Hockey East: 2

Boston College: 2004-2005, 2006-2007

### Individuale
- William M. Jennings Trophy: 1

2010-2011
- Aldege "Baz" Bastien Memorial Award: 1

2008-2009
- Harry "Hap" Holmes Memorial Award: 1

2008-2009
- AHL All-Star Classic: 1

2009